# Високо-купчасті хмари
Висококупчасті хмари (латинська назва — Altocumulus, скорочення — Ac) — білі або сірі хмари у вигляді шарів і гряд, побудованих із пластинчастих чи округлих мас і валів. Вони можуть мати затінені частини, що відрізняє їх від перисто-купчастих Cirrocumulus (Cc) хмар, що належать до хмар верхнього рівня. Позначаються символом .
Висококупчасті хмари виникають зазвичай у результаті конвекції в нестабільно стратифікованому повітрі, а також унаслідок поступового сходження повітря перед холодним фронтом.
Наявність високо-купчастих хмар теплим і вологим літнім ранком зазвичай означає, що до обіду на небі з'являться грозові хмари.

## Зовнішній вигляд
Білі, інколи сіруваті, чи синюваті хмари у вигляді хвиль (гряд), що складаються із пластин або пластівців. Останні зазвичай розділені прогалинами блакитного неба, проте інколи зливаються у майже суцільний покрив. Висота підошви висококупчастих хмар над поверхнею Землі перебуває в межах 2—6 км, товщина шару – у межах 200—700 м.
Крізь тонкі краї висококупчастих хмар просвічують Сонце і Місяць, при цьому навколо них часто спостерігаються вінки. Через центральні частини ущільнень у хмарі (хвиль, пластин) Сонце чи Місяць зазвичай уже не просвічуються або просвічуються дуже слабо. Якщо хвилі чи пластини зливаються у суцільний покрив, повністю закриваючи частину неба поблизу Сонця, то воно здебільшого зовсім не просвічується. Краї хмар, що проходять поблизу Сонця чи Місяця, забарвлюються у слабкі райдужні тони; це явище називається іризацією.

## Класифікація

### Altocumulus undulates
Вид Altocumulus undulates (Ac und.) — хвилясті. Цей вид поділяють на такі різновиди:
Altocumulus translucidus (Ac trans.) — хмари, що просвічуються. Ці хмари складаються зазвичай із різко виражених елементів (хвиль, пластин) і вирізняються неоднорідною густиною. Густі ділянки сірого кольору чергуються зі світлішими, більш тонкими і освітленими частинами прозоро-білого кольору. У таких тонких ділянках через хмари можуть просвічуватись небесні світила чи голубе небо.
Altocumulus opacus (Ac op.) — густі хмари, що не просвічуються. Ці хмари утворюють майже суцільний шар, на нижній поверхні якого дуже виразно простежуються темні хвилі, гряди, пластини. Ac op. можуть закривати все небо чи його частину.
Altocumulus lenticularis (Ac lent.) — чечевицеподібні хмари. Це окремі доволі густі хмари, чечевицеподібної або сигароподібної форми з гладкими контурами. Деколи вони зливаються у значні маси, яких лише подекуди трапляються добре виражені чечевицеподібні хмари. Невеликі хмари із гладкими контурами часто мають бліді райдужні переливи (іризація) поблизу Сонця чи Місяця.
Altocumulus inhomogenus (Ac inh.) — неоднорідні хмари, які виникають у тих випадках, коли суцільний шар хмар лише місцями має хвилясту будову і можна відшукати два шари висококупчастих хмар, близько розміщених один від одного. Цей різновид хмар буває перехідним від високошаруватих до висококупчастих.
|                          |                             |                          |
| Altocumulus translucidus | Altocumulus opacus з літака | Altocumulus lenticularis |

### Altocumulus cumuliformis
Вид Altocumulus cumuliformis (Ac cuf.) — купчастоподібні. Різновиди цього виду є такі:
Altocumulus floccus (Ac floc.) — пластівцеподібні. Мають вигляд білих, по краях розірваних пластівців, що порівняно швидко змінюють свої контури.
Altocumulus castellatus (Ac cast.) — вежоподібні. Білий або злегка сіруватий шар (гряда) висококупчастих хмар, над яким височіють білі купчастоподібні маси, що ростуть вверх подібно до невеликих веж або куполів, нагадуючи хмари Cumulus або Cumulonimbus. Ці маси доволі швидко змінюють свою форму. Інколи такі хмари після появи вранці швидко зникають.
Altocumulus cumulogenitus (Ac cug.) — утворені із купчастих хмар. Утворюються із потужних купчастих хмар (Cb i Cu cong.), коли їхні вершини, досягнувши середнього ярусу, розтікаються. Мають вигляд білих купчастоподібних мас з плоскими краями, що зливаються між собою. Ці хмари легко визначити, якщо слідкувати за розвитком і зміною купчастих хмар. У ранній стадії утворення Ac cug. добре помітний їхній зв'язок із купчастими хмарами.
Altocumulus virga (Ac vir.) — із смугами опадів. Ця різновидність висококупчастих хмар простежується тоді, коли чітко вирізняються волокнисті смуги випадання опадів. Ці смуги зазвичай спрямовані похило або вертикально вниз від хмари, а потім загинаються внаслідок неоднакової швидкості вітру на різних висотах.
|                     |                         |                                                       |                   |
| Altocumulus floccus | Altocumulus castellanus | Altocumulus cumulogenitus над купчасто-дощовою хмарою | Altocumulus virga |

## Передбачення погоди по хмарах
Висококупчасті хмари зазвичай розташовані між теплими і холодними фронтами в зоні низького тиску, хоча часто сховані за більш низькими хмарами. Наявність у небі висококупчастих вежоподібних хмар, відомих як Altocumulus castellatus, часто сигналізує про розвиток грози того ж дня, оскільки вона свідчить про нестабільність і наявність сильної конвекції в середніх рівнях тропосфери, де високо-купчасті хмари можуть перетворитися в купчасто-дощові.